# Pubmed Central Canada
PubMed Central Canada (PMC Canada) est un dépôt numérique national canadien de documents du domaine de la santé et des sciences de la vie qui ont été soumis au processus d’évaluation par des pairs.  Tout comme Europe PMC (anciennement connu sous le nom de PubMed Central Royaume-Uni), PMC Canada est membre du réseau de PMC International.  Il est le résultat d’un partenariat entre les Instituts de recherche en santé du Canada (IRSC), l’Institut canadien de l’information scientifique et technique (ICIST-CNRC, la bibliothèque scientifique nationale du Canada) et la National Library of Medicine (NLM) des États-Unis.[3].
Il est muni d’une interface bilingue à l’appui de l’utilisation des langues officielles du Canada. Il offre le libre accès à son contenu et constitue l’un des dépôts d’articles de recherche à comité de lecture de prédilection des chercheurs des IRSC conformément aux exigences du Libre accès de la Politique de libre accès des IRSC. 

## Lancement
La version initiale de PMC Canada a été lancée en octobre 2009 pour qu’elle coïncide avec la Semaine du libre accès. Le lancement intégral de PMC Canada avec le système de soumission de manuscrits pour les chercheurs des IRSC a eu lieu le 28 avril 2010.

## PubMed Central Canada sera mis hors service en février 2018
PubMed Central Canada (PMC Canada) sera mis hors service le 23 février 2018 de façon permanente. Aucun manuscrit ne sera supprimé, et les quelque 2900 manuscrits des chercheurs financés par les Instituts de recherche en santé du Canada (IRSC) que contient le dépôt seront transférés au dépôt numérique du Conseil national de recherches du Canada (CNRC) dans les mois à venir. Ces manuscrits ainsi que tout le contenu de PMC Canada demeureront accessibles sur (É.-U.) et Europe PubMed Central ; ils continueront ainsi d’être conformes à la Politique des trois organismes sur le libre accès aux publications.